# Margit Carstensen
Pour les articles homonymes, voir Carstensen.
Margit Carstensen est une actrice allemande née à Kiel (Schleswig-Holstein) le 29 février 1940 et morte à Heide (Schleswig-Holstein) le 1er juin 2023.

## Biographie
Née en 1940 dans le nord de l'Allemagne, fille de médecin, Margit Carstensen passe son enfance et son adolescence dans sa ville natale.
Après avoir obtenu son diplôme d'études secondaires, elle termine une formation d'actrice en 1958 à la Hochschule für Musik und Theater Hamburg. Les premiers engagements sur scène ont lieu à Clèves, Heilbronn, Münster et Brunswick.

### Théâtre
En 1965, Margit Carstensen s’installe pour quatre ans au Deutsches Schauspielhaus de Hambourg où elle tient des rôles principaux dans des pièces de John Osborne et Lope de Vega. En 1969, elle part pour le théâtre de Brême, où elle rencontre Rainer Werner Fassbinder. Sous sa direction, d'importantes productions théâtrales et cinématographiques ont été créées, ce qui a fait connaître Margit Carstensen dans toute l'Allemagne. Elle interprète par exemple Vittoria dans l’adaptation de la comédie de Carlo Goldoni Le Café (Das Kaffeehaus), sorti en 1970.
Elle poursuit sa carrière théâtrale à Darmstadt de 1973 à 1976, au Staatliche Schauspielbühnen de Berlin à partir de 1977. Elle travaille avec Hansgünther Heyme à Stuttgart en 1982.
Entretemps, elle joue sur toutes les grandes scènes germanophones telles le Kammerspiele de Munich, le Burgtheater de Vienne (saison 2003-2004) pour la première de la pièce Bambiland d'Elfriede Jelinek. Elle entame une collaboration avec le metteur en scène Leander Haußmann. En 2011, elle brille aux côtés de Martin Wuttke au théâtre Volksbühne de Berlin dans la pièce de René Pollesch Schmeiß dein ego weg.

### Cinéma et télévision
En tant qu'actrice de cinéma, Margit Carstensen excelle en particulier dans de nombreuses productions cinématographiques et télévisuelles de Rainer Werner Fassbinder. Elle tient des rôles principaux notamment dans les films Les Larmes amères de Petra von Kant (1972) où elle joue le rôle-titre, Martha (1974, avec, entre autres, Karlheinz Böhm), Peur de la peur (1975), Maman Küsters s'en va au ciel (1975), Le rôti de satan (1976), Roulette chinoise (1976) et La troisième génération (1979).
Ses années de coopération artistique avec Christoph Schlingensief démarrent avec deux films: 100 ans d'Adolf Hitler - Les Dernières heures dans le bunker du Führer (100 Jahre Adolf Hitler - Die letzte Stunde im Führerbunker) (1989) dans lequel elle incarne Magda Goebbels et dans Terreur 2000 - Allemagne de réanimation (Terror 2000 – Intensivstation Deutschland) (1992) dans lequel elle assiste Peter Kern en tant que détective.
Margit Carstensen participe à des productions internationales telles que le quatrième long métrage du réalisateur polonais Andrzej Żuławski, Possession (1981), aux côtés d'Isabelle Adjani, Sam Neill et Heinz Bennent. Quatre ans plus tard, Agnieszka Holland l'embauche pour son film nommé aux Oscars Amère Récolte (Bittere Ernte) (1985, avec Armin Mueller-Stahl).
Plus récemment, elle joue dans des films de jeunes réalisateurs tels que Manila (Manille) de Romuald Karmakar (2000), Scherbentanz de Chris Kraus (2002), Une famille allemande d’Oskar Roehler (2004), Hände weg von Mississippi de Detlev Buck (2007) et Finsterworld de Frauke Finsterwalder (2013).
Elle meurt à 83 ans en 2023, dans un hôpital à Heide,.

## Distinctions
Extraits :
- 1973 : Le Filmband in Gold pour sa performance dans Les larmes amères de Petra von Kant[4]
- 1973 : Le deutschen Filmkritik (littéralement prix de la critique cinématographique allemande), meilleure actrice de l’année[4]
- 2002 : Bayerischer Filmpreis[4]
- 2019 : Le prix Götz George pour l'œuvre de sa vie[5]

## Filmographie

### Au cinéma
- 1972 : Les Larmes amères de Petra von Kant (Die bitteren Tränen der Petra von Kant) de Rainer Werner Fassbinder : Petra von Kant
- 1973 : La Tendresse des loups (Die Zärtlichkeit der Wölfe) d'Ulli Lommel : Madame Lindner
- 1975 : Maman Küsters s'en va au ciel (Mutter Küsters' Fahrt zum Himmel) de Rainer Werner Fassbinder : Madame Thälmann
- 1976 : Le Rôti de Satan (Satansbraten) de Rainer Werner Fassbinder : Andrée
- 1976 : Roulette chinoise (Chinesisches Roulette) de Rainer Werner Fassbinder : Ariane Christ
- 1977 : Adolf und Marlene d'Ulli Lommel : Marlene Dietrich
- 1979 : La Troisième Génération (Die Dritte Generation) de Rainer Werner Fassbinder : Petra Vielhaber
- 1981 : Possession d'Andrzej Żuławski : Margit Gluckmeister
- 1982 : Liebeskonzil de Werner Schroeter : l'avocate
- 1983 : Die wilden Fünfziger de Peter Zadek : la secrétaire
- 1985 : Amère Récolte (Bittere Ernte) d'Agnieszka Holland : Eugenia
- 1997 : Gesches Gift de Walburg von Waldenfels : Maman Timm
- 1998 : Hölderlin, le cavalier de feu (Feuerreiter) de Nina Grosse : Madame von Proeck
- 1999 : Sonnenallee de Leander Haußmann : la directrice
- 2004 : Une famille allemande (Agnes und seine Brüder) d'Oskar Roehler : Roxy

### À la télévision
- 1970 : Le Café (Das Kaffeehaus) de Rainer Werner Fassbinder : Vittoria
- 1970 : Le Voyage à Niklashausen (Die Niklashauser Fart) de Rainer Werner Fassbinder : Margarethe
- 1971 : Die Ahnfrau - Oratorium nach Franz Grillparzer de Peer Raben : Berta
- 1971 : Liberté à Brême (Bremer Freiheit) de Rainer Werner Fassbinder : Geesche
- 1972 :  Huit heures ne font pas un jour (Acht Stunden sind kein Tag) de Rainer Werner Fassbinder : Femme au foyer (2e partie)
- 1973 : Le Monde sur le fil (Welt am Draht) de Rainer Werner Fassbinder : Maya Schmidt-Gentner
- 1974 : Nora Helmer de Rainer Werner Fassbinder : Nora Helmer
- 1974 : Martha de Rainer Werner Fassbinder : Martha
- 1975 : Peur de la peur (Angst vor der Angst) de Rainer Werner Fassbinder : Margot
- 1977 : Femmes à New York (Frauen in New York) de Rainer Werner Fassbinder : Sylvia Fowler
- 1979 : Kalte Heimat (it) de Werner Schaefer et Peter F. Steinbach : Frau Lukaschewski
- 1980 : Berlin Alexanderplatz de Rainer Werner Fassbinder : La secrétaire
- 1991 : Derrick, épisode Tendresse fugitive (Wer bist du Vater ?) : Madame Hauser [6]